# Bảo tàng Quân đội gia đình ở Krakow

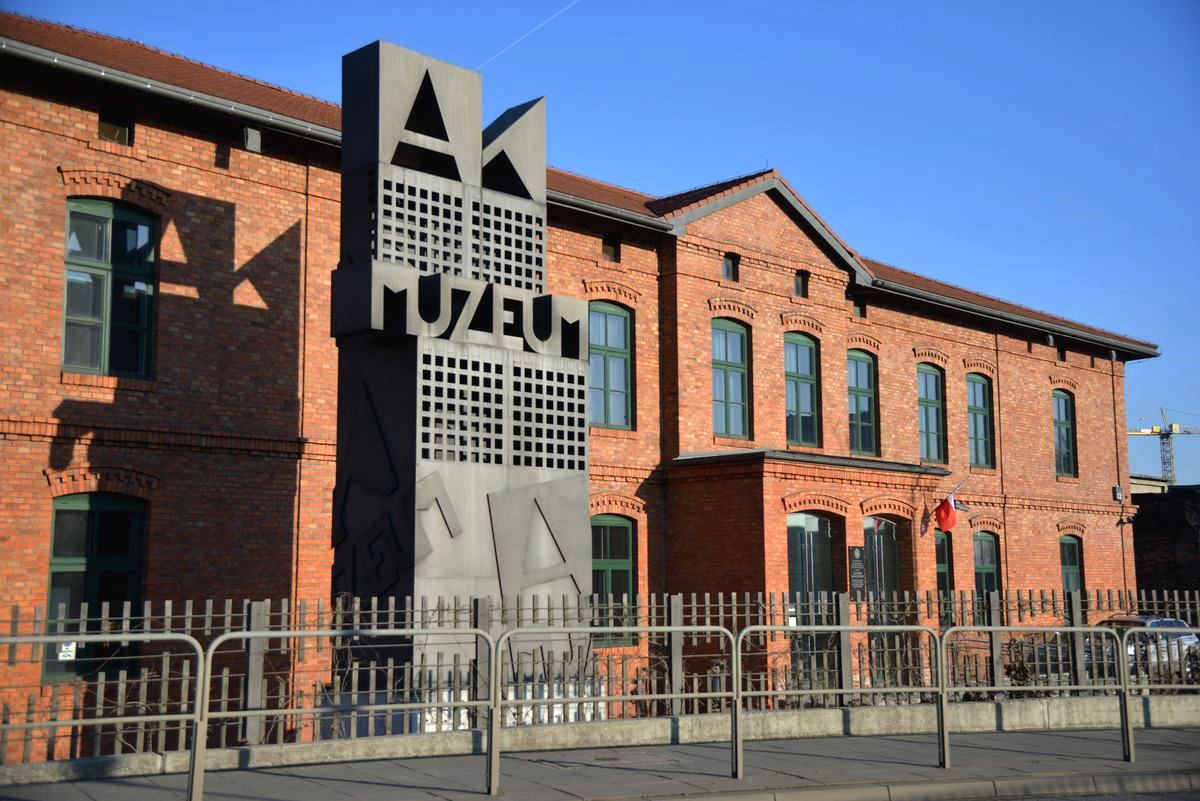
Tòa nhà được khôi phục của Bảo tàng Quân đội Home ở Krakow

Bảo tàng Quân đội gia đình ở Krakow (tiếng Ba Lan: Muzeum Armii Krajowej w Krakowie) được thành lập tại Kraków, Ba Lan năm 2000, để kỷ niệm cuộc đấu tranh giành độc lập của Nhà nước bí mật Ba Lan dưới lòng đất và quân đội Armia Krajowa (Quân đội gia đình), phong trào kháng chiến lớn nhất ở châu Âu bị chiếm đóng trong Thế chiến II. Bảo tàng được đặt theo tên của tướng Emil August Fieldorf "Nil". Đây là tổ chức duy nhất như vậy ở Ba Lan quảng bá kiến thức về Nhà nước ngầm Ba Lan và các lực lượng vũ trang của nó trong Thế chiến II. Ý tưởng đằng sau Bảo tàng Quân đội Gia đình là cung cấp một bức tranh tổng thể về thế giới ngầm ở Ba Lan, nguồn gốc tinh thần và hình dạng của di sản yêu nước cho đến ngày nay.
Bảo tàng được thành lập vào năm 2000 với tư cách là một đơn vị tự trị địa phương nhưng cơ sở chính thức được bắt đầu bằng nỗ lực mười năm thu thập các vật phẩm lịch sử của Cựu chiến binh Quân đội Gia đình. Cho đến nay, bảo tàng đã quy tụ hơn 8000 hiện vật và hơn 12 000 tài liệu lưu trữ - chủ yếu là quà tặng của các binh sĩ quân đội và gia đình của họ trên khắp thế giới - những kỷ vật lịch sử, thường là với các di tích. Tài nguyên thư viện đạt khoảng 11 500 quyển sách.